# Varzelândia
Varzelândia is een gemeente in de Braziliaanse deelstaat Minas Gerais. De gemeente telt 19.771 inwoners (schatting 2009).

## Aangrenzende gemeenten
De gemeente grenst aan Ibiracatu, Jaíba, São João da Ponte en Verdelândia.